# Paracorynanthe uropetala
Paracorynanthe uropetala là một loài thực vật có hoa trong họ Thiến thảo. Loài này được Capuron mô tả khoa học đầu tiên năm 1978.